# Hawaii ábécé
A hawaii ábécé (saját nevén ka pīʻāpā Hawaiʻi) a hawaii nyelv lejegyzésére használt, a latin ábécén alapuló ábécé.
Az ábécé érdekessége, hogy a megszokott latin betűrend helyett más csoportosítást használ, különválasztja a magánhangzókat és a mássalhangzókat. Így a betűrend a következő lesz: 
Ezt az írásrendszert amerikai protestáns misszionáriusok fejlesztették ki 1820 és 1826 között. Eredetileg az ábécé tartalmazta a B, D, F, G, R, S, T, V, Y betűket is, de mivel ezeket nem használja a nyelv, az írásból is kivették őket, sőt az idegen neveket is "hawaiiasítják", azaz kiejtés szerint írják le (pl.: Palakila – „Brazília”, Kipalaleka – „Gibraltár”). Természetesen tudományos munkákban használatosak ezek a betűk is.
Az angol szövegekben nem használják a hawaii két fontos elemét. Az egyik a torokzárhang ʻ jele (hasonlít egy kis "tömött hasú" hatosra, neve ʻokina), pl.: Hawaiʻi – „Hawaii”, Oʻahu – „Oahu”. Figyelni kell a használatára, mert értelem-megkülönböztető lehet: koʻu – „enyém”, kou – „tiéd”.
A másik fontos elem, a magánhangzók hosszúságának a jelölése, amit az angolra átíráskor általában elhagynak. A hosszúság jele a hawaiiban a magánhangzó feletti vízszintes vonal (saját neve kahakō): ā ē ī ō ū. Ez a jel nem befolyásolja az ábécébe rendezést, az ilyen betűket nem különböztetjük meg az alapbetűktől.